# Ptychanthoideae
Ptychanthoideae, potporodica jetrenjarki (Marchantiophyta), dio porodice Lejeuneaceae. Sastoji se od  18 rodova, a ime je dobila po rodu Ptychanthus.

## Rodovi
1. Acrolejeunea (Spruce) Schiffn.
2. Archilejeunea (Spruce) Steph.
3. Bryopteris (Nees) Lindenb.
4. Caudalejeunea Schiffn.
5. Cephalantholejeunea R.M. Schust.
6. Cephalolejeunea Mizut.
7. Frullanoides Raddi
8. Fulfordianthus Gradst.
9. Lopholejeunea (Spruce) Steph.
10. Marchesinia Gray
11. Mastigolejeunea (Spruce) Steph.
12. Phaeolejeunea Mizut.
13. Ptychanthus Nees
14. Schiffneriolejeunea Verd.
15. Spruceanthus Verd.
16. Thysananthus Lindenb.
17. Tuzibeanthus S. Hatt.
18. Verdoornianthus Gradst.